# Pegesimallus banana
Pegesimallus banana là một loài ruồi trong họ Asilidae. Pegesimallus banana được Curran miêu tả năm 1927.